# Mangaan(VII)oxide
Mangaan(VII)oxide (ook wel mangaanheptoxide) is een anorganische verbinding met de brutoformule Mn2O7. Mangaanheptoxide is een instabiele olieachtige vloeistof.
Het is zeer reactief en oxiderend. De stof reageert explosief met bijna elke organische verbinding. Het werd voor het eerst beschreven in 1860.
Kristallen van de stof zijn donkergroen en als olieachtige vloeistof in zwavelzuur is de stof donkergroen. Als er geen zwavelzuur aanwezig is is de olie donkerrood. Het is oplosbaar in tetrachloormethaan en ontleedt wanneer het in contact komt met water, waarbij permangaanzuur wordt gevormd (HMnO4).
Mn2O7 ontstaat als een donkergroene olie door de toevoeging van geconcentreerd zwavelzuur aan vast kaliumpermanganaat. De reactie produceert aanvankelijk permangaanzuur, HMnO4, dat wordt gedehydrateerd door het zwavelzuur waardoor zijn anhydride, Mn2O7, wordt gevormd: 
{\displaystyle {\ce {2 KMnO4 + 2 H2SO4 -> Mn2O7 + H2O + 2 KHSO4}}}